# GTST Quiz
GTST Quiz is een Nederlands televisieprogramma dat werd uitgezonden door RTL 4. In het programma wordt onder leiding van presentator Carlo Boszhard de kennis van de deelnemers over Goede tijden, slechte tijden getest.

## Format
Tijdens de zomerstop van Goede tijden, slechte tijden in 2014 was het programma GTST Quiz als vervanger op televisie te zien. In het programma gaan twee stel fans de strijd met elkaar aan om erachter te komen wie het meeste weet over Goede tijden, slechte tijden. Dit wordt getest aan de hand van verschillende spellen en vragenrondes. Het programma wordt gepresenteerd door het tweekoppige presentatieduo Carlo Boszhard en Ruud Feltkamp.
Elke week waren er doordeweeks vijf afleveringen te zien. Van maandag tot en met donderdag stonden de twee stellen fans tegenover elkaar. Op vrijdag staan de beste kenners, dit zijn de winnaars uit de vorige afleveringen, tegenover elkaar en strijden voor de titel winnaar van de week. Deze deelnemers worden bijgestaan door (oud-)acteurs van Goede tijden, slechte tijden.
Na deze vijf weken was een speciale finaleweek te zien, in deze finaleweek kwamen alle weekwinnaars bij elkaar om uit te maken wie de grootste Goede tijden, slechte tijden-fan is. Het stel dat het meeste over Goede tijden, slechte tijden weet is de winnaar en wint een reis naar een bestemming in het buitenland waar ooit belangrijke scènes voor Goede tijden, slechte tijden zijn opgenomen.

## GTST-acteurs
In de eerste vijf weken waren er elke vrijdag twee Goede tijden, slechte tijden (oud-)acteurs te zien. De twee (oud-)acteurs voegen zich apart bij een van de weekwinnaars. De volgende (oud-)acteurs waren te zien in het programma.
| (Oud-)acteurs en actrices | Rol in Goede tijden, slechte tijden |
| ------------------------- | ----------------------------------- |
| Ferry Doedens             | Lucas Sanders                       |
| Marly van der Velden      | Nina Sanders                        |
| Wilbert Gieske            | Robert Alberts                      |
| Jette van der Meij        | Laura Selmhorst                     |
| Bartho Braat              | Jef Alberts                         |
| Marjolein Keuning         | Maxime Sanders                      |
| Oscar Aerts               | Vincent Muller                      |
| Elly de Graaf             | Rosa Gonzalez                       |
| Winston Post              | Benjamin Borges                     |

## Trivia
- De studio waar de quiz plaatsvond bestond uit twee belangrijke decorstukken van Goede tijden, slechte tijden, de kroeg De Koning en discotheek Dansatoria waren gemengd tot één decor.
- Presentator Ruud Feltkamp is zelf als acteur in Goede tijden, slechte tijden te zien, hij vertolkt sinds 2006 de rol van Noud Alberts.